# Il favoloso Fittipaldi
Il favoloso Fittipaldi (O fabuloso Fittipaldi) è un documentario del 1975 diretto da Héctor Babenco e Roberto Farias, incentrato sulla carriera agonistica del pilota di Formula Uno brasiliano Emerson Fittipaldi.

## Trama
Vengono narrate le prime esperienze del pilota in Europa, quando assieme al fratello Wilson si trasferì a Londra nel 1969 per partecipare a gare con vetture monoposto di Formula Ford. Viene intervistata anche la signora che dava loro in affitto un piccolo alloggio. La carriera viene narrata grazie a immagini di repertorio e con interviste a parenti e amici ma soprattutto a piloti e membri dello staff tecnico del Team Lotus. Molto risalto viene dato alla vittoria nel Campionato Mondiale di Formula Uno del 1972, ottenuto guidando la Lotus 72. In occasione della gara a Monza, Fittipaldi si esibisce in un giro di pista con motocicletta ad andatura turistica  spiegando particolari e insidie del circuito brianzolo. Numerosi interventi anche della sua prima moglie Maria-Helena.